# Gare de Muhlbach-sur-Munster
Gare de Muhlbach-sur-Munster – przystanek kolejowy w miejscowości Muhlbach-sur-Munster, w departamencie Górny Ren, w regionie Grand Est, we Francji. Jest zarządzany przez SNCF i obsługiwany przez pociągi TER Grand Est. 

## Położenie
Znajduje się na linii Colmar – Metzeral, na km 22,448 między stacjami Breitenbach i Metzeral, na wysokości 454 m n.p.m.

## Linie kolejowe
- Linia Colmar – Metzeral